# Fallacia
Le fallacie sono errori nascosti nel ragionamento che comportano la violazione delle regole di un confronto argomentativo corretto.

## Caratteristiche
I ragionamenti fallaci appaiono come rigorosi e logici, ma in realtà non sono validi (da non confondere con "veri"):
- valido è riferito alla correttezza logica degli argomenti (come le premesse implicano le conclusioni);
- vero riguarda invece la veridicità delle proposizioni con cui si enunciano gli argomenti.

Il termine fallacia deriva dal latino fallere che significa ingannare. Il più delle volte tali ragionamenti vengono costruiti ad hoc da colui o coloro che li propongono, con l'intento di ingannare o anche persuadere l'interlocutore.
Diverse definizioni di fallacia sono state proposte da vari autori.
Tutte le definizioni comunque le descrivono come un problema logico linguistico caratterizzato da un paio di aspetti:
- sembrare qualcosa che non è;
- avere una forma di erroneità, invalidità o scorrettezza.[1]

## Classificazione
(Irving Copi, Introduzione alla logica)
In letteratura vi è un gran numero di classificazioni e schemi delle fallacie.
Non sembra vi sia accordo su come classificarle, ma vi è certamente accordo su quali siano le fallacie.
In particolare quasi tutte le trattazioni contemplano una ventina di fallacie ricorrenti. La maggior parte di esse è rintracciabile già nel trattato di Aristotele De sophistici elenchis (Le confutazioni sofistiche).
Le fallacie vengono suddivise tradizionalmente in due gruppi: informali e formali. Le fallacie informali sono «quegli errori del ragionamento nei quali possiamo cadere o per negligenza e disattenzione nei confronti di ciò di cui ci occupiamo, o perché tratti in inganno dalle ambiguità del linguaggio usato per formulare il nostro argomento». Le fallacie formali sono così denominate per somiglianza con i modelli di inferenza tipici della logica formale. Copi suddivide poi le fallacie informali in fallacie di rilevanza e fallacie di
ambiguità. Walton, aggiunge un terzo gruppo: le fallacie induttive.

## Fallacie della logica aristotelica
L’opera principale di Aristotele sulle fallacie logiche è l'Organon, una raccolta di trattati che gettano le basi stesse della logica. L'Organon è composto da sei trattati. Le fallacie logiche vengono discusse principalmente negli Elenchi Sofistici. Aristotele divide le argomentazioni fallaci in due categorie: quelle in dictione (fallacie verbali) e quelle extra dictionem (fallacie non verbali).
Fallacie verbali
Questo tipo di fallacie (dette anche "fallacie linguistiche") era definito da Aristotele "fallacie legate all'uso delle parole" poiché sono legate all'uso delle parole e delle forme linguistiche. Sono gli argomenti che nascondono la non-verità sotto i vari significati di una stessa parola o di una stessa espressione linguistica.
Equivocazione
Si verifica quando la stessa espressione è usata con due o più significati, di cui uno in premessa e l'altro nella conclusione.
- Esempio: "La logica è meglio di niente, niente è meglio della salute…"  (La conclusione dipende dal significato che vogliamo dare alla parola 'niente'.)

### Anfibologia o ambiguità grammaticale
L'anfibologia (dal greco amphibolía, "incertezza", e lógos, "discorso") è un discorso o un'espressione contenente un'ambiguità sintattica e quindi interpretabile in modi diversi a seconda di come viene letta. In genere si parla di anfibolia, cioè di un'ambiguità strutturale che non risiede in una o più parole ma nel modo in cui le parole sono legate fra loro. Ci si trova spesso di fronte ad anfibologie quando sono presenti più quantificatori in una stessa frase.
- Esempio: "Tutti i ragazzi amano una ragazza." (Può significare: "C'è una ragazza che tutti i ragazzi amano", oppure "Ciascun ragazzo ama una diversa ragazza")

### Fallacia di composizione
La Fallacia di composizione avviene quando ci si inferisce erroneamente alla qualità complessiva di un oggetto sulla base della qualità delle sue componenti.
- Esempio: "Il ristorante è ottimo perché tutti gli ingredienti sono di prima qualità." (Qui si suppone che la bontà di un ristorante dipenda solo dalla qualità degli ingredienti, ignorando altri fattori come la preparazione dei piatti, il servizio, l'ambiente, ecc.)

### Fallacia della divisione
La Fallacia della divisione è l'inverso della precedente. Si ha quando il tutto ha determinate caratteristiche e le stesse caratteristiche vengono attribuite alle parti che lo compongono.
- Esempio: "Gianni lavora all'università, quindi è una persona colta e istruita." (Si suppone che il fatto di lavorare in un'istituzione accademica renda automaticamente colti e istruiti, ignorando che Gianni potrebbe svolgere mansioni non legate all'istruzione o alla ricerca)

### Fallacia di accento
La Fallacia di accento consiste nell'essere portati a conclusioni non dovute in base allo spostamento di accento da una parola all'altra.
- Esempio: "La regina non può che essere lodata." (Possono esserci due diverse letture: Se l'accento è posto sulla parola 'regina', allora non siamo liberi di criticarla. Se l'accento è posto sulla parola 'lodata', è perché realmente stiamo facendo una lode alla regina)

### Fallacie non verbali

#### Fallacia dell'Accidente
Si verifica quando si applica una regola generale a un caso particolare al quale la regola non si applica a causa di un attributo accidentale.
- Esempio: "Tutti gli uccelli possono volare" (Questo non tiene conto del fatto che alcune specie di uccelli, come il pinguino, non possono volare)

#### Fallacia di Secundum Quid
Implica una confusione tra forme qualificate e non qualificate di una frase.
- Esempio: "Lui corre velocemente in pista, quindi deve correre velocemente ovunque." (Questo ignora il contesto specifico in cui la persona corre velocemente)

#### Ignoranza della Confutazione
È un errore riguardante ciò che deve essere precisamente provato o confutato in un argomento.
- Esempio: "Se non puoi dimostrare che ho torto, allora devo avere ragione." (Questo ignora la possibilità che l'argomento non sia stato ancora adeguatamente esplorato)

#### Fallacia della Petizione di Principio
Si verifica quando l'argomento si basa su una premessa che richiede la stessa conclusione che si sta cercando di dimostrare.
- Esempio: "La lettura è un buon passatempo perché è utile per passare il tempo." (La conclusione è presupposta nella premessa)

#### Fallacia dell'affermazione del consequente
Questa fallacia, detta anche «Fallacia della conclusione sbagliata» o «Ignoratio elenchi», si manifesta quando le premesse sostengono una conclusione diversa da quella che compare nella formulazione dell'argomentazione.
Esempio: "(A) Il tasso di inflazione è negativo per l'economia; (B) oggi il tasso di inflazione (su base annua) è al 7%, mentre il mese scorso l'inflazione galoppava a un tasso del 10%; (C) quindi l'economia è in ripresa." (Quello che segue veramente dalle premesse è che il tasso di inflazione sta scendendo. Ciò è molto diverso da quello affermato dalla conclusione, ovvero che l'economia sta andando bene. Le premesse non sostengono la conclusione)

#### Fallacia della Falsa Causa
Si verifica quando si stabilisce una relazione causale senza sufficiente prova o quando si confonde la correlazione con la causalità.
- Esempio: "Dopo che il gallo canta, sorge il sole. Quindi, il canto del gallo causa l'alba." (Questo confonde la correlazione con la causalità)

#### Fallacia dell'Argomento Circolare
Questa fallacia si verifica quando le conclusioni dell'argomento sono presupposte nelle premesse.
- Esempio: "Sono affidabile perché dico la verità. Dico la verità perché sono affidabile." (Le premesse e la conclusione si presuppongono a vicenda)

## Altre fallacie linguistiche

### Pensiero doppio
Il pensiero doppio avviene quando ciascun enunciato annulla l'altro e quindi si dice tutto e nulla.
Esempio: "I bambini sono buoni e cattivi." (Non viene delineata una posizione definitiva)

### Vaghezza
Vaghezza si riferisce a quella forma di indeterminatezza che si manifesta non tanto nella presenza di significati molteplici, quanto piuttosto nell'assenza di criteri rigorosi per l'uso corretto di una parola.
Esempio:  “Le persone anziane necessitano di attenzioni particolari.” (Questo enunciato è vago perché non specifica cosa si intende per “anziane” né quali sarebbero le “attenzioni particolari”)

### Falsa causa
La fallacia della falsa causa si verifica quando si fa apparire per causa di un evento qualcosa che non lo è, oppure quando si attribuisce arbitrariamente una causa a un evento senza aver considerato le alternative.
Esempio: "Dopo aver mangiato quel gelato, ho avuto un forte mal di pancia. Il gelato deve essere stato la causa." (Potrebbero esserci molte altre cause del mal di pancia oltre al gelato, come un'intolleranza alimentare, un'infezione o altro.)

### Generalizzazione indebita
Vi cadiamo quando traiamo una conclusione riguardante un'intera classe di oggetti a partire dalle informazioni su uno solo o su alcuni dei suoi componenti.
Esempio: "Ho conosciuto un mendicante disonesto. Quindi tutti i mendicanti sono disonesti." (Basandosi su un'unica o poche esperienze personali si commette l'errore di attribuire a un intero gruppo, in questo caso i mendicanti, una caratteristica nella realtà presente in minoranza)  

### Generalizzazione statistica
È il ragionamento pseudo-induttivo che si basa su una campionatura numericamente insufficiente, mentre pretende di avere una conclusione generale.
Esempio: "Su un campione di 50 studenti, il 70% ha ammesso di copiare durante gli esami. Dunque il 70% degli studenti copia durante gli esami." (Un campione di 50 studenti non è rappresentativo di tutta la popolazione studentesca specie se presi da un'unica scuola, bisogna anche considerare altri fattori come se la scuola è pubblica o privata, se gli studenti intervistati hanno in media voti alti o voti bassi ecc... Eliminando quindi fattori di confondimento e ampliando il campione statistico)

### Fallacia del giocatore
La fallacia del giocatore o dello scommettitore ha la seguente forma: "È da molto che non si verifica l'evento X, perciò si verificherà presto".
- Esempio: "È da molto che non estraggono il numero 13; dunque il numero 13 uscirà presto." (Ogni estrazione è un evento indipendente, la probabilità di uscita di un numero non aumenta con il passare del tempo)

### Fallacia dell'evidenza soppressa
La fallacia dell'evidenza soppressa avviene quando colui che propone una tesi tace una premessa nascosta. Ne nasce un ragionamento circolare, per il quale la tesi appare vera. Ma se le informazioni contenute nella premessa emergessero, invaliderebbero la conclusione.
Esempio: "Marco è un bravo studente, ottiene sempre buoni voti. Quindi è probabile che supererà l'esame." (Se si omette il fatto che Marco non ha studiato per quell'esame specifico, la conclusione diventa infondata)

### Fallacia dell'ignoranza invincibile
La fallacia dell'ignoranza invincibile consiste nel rifiuto totale di credere a un'idea, ignorando ogni prova contraria e evitando la discussione.
Esempio: "Non importa quante prove scientifiche mi mostrerai, io non crederò mai nella teoria dell'evoluzione perché va contro i miei principi religiosi." (In questo caso, la persona rifiuta categoricamente di considerare le evidenze a favore dell'evoluzione, chiudendosi ad ogni possibile discussione sull'argomento)

### Fallacie di presupposizione
Siamo in presenza di tali fallacie quando in un'argomentazione le premesse contengono già quello che la conclusione vuole dirci. Si assume una premessa ad hoc, specificamente orientata a portare verso la conclusione predeterminata.
- Fallacia patetica, un'espressione coniata dal poeta britannico John Ruskin che consiste nell'attribuire l'emozione e la condotta umane a cose che si trovano in natura, cioè che non sono umane. È alla base di alcuni metodi di divinazione.

Esempio: (in fisica) "L'aria odia essere compressa, perciò contrasta la pressione che le si impone".
Oppure: "La natura rifiuta il vuoto".
L'argomento contiene una premessa e una conclusione, ma non sono conseguenti. È ovvio che nella prima premessa è già contenuta la conclusione. Una variante della petitio principii è l'argomento "nessun vero scozzese", in cui si sostiene che tutti gli X  hanno la proprietà Y, perché quelli che non ce l'hanno non sono "veri" X.
- Fallacia dell'interpretazione delle osservazioni: si verifica esc in ambito medico e consiste nell'interpretare erroneamente le associazioni osservate come relazioni causali, influenzando negativamente le linee guida sanitarie, le decisioni cliniche e la pratica medica, con possibili rischi per la sicurezza dei pazienti

Esempio: "Il tasso di natalità sta calando perchè i giovani d'oggi non vogliono occuparsi dei bambini" (In questo caso, si sceglie                                         arbitrariamente una delle spiegazioni possibili senza considerare altri fattori come il dilagarsi della povertà giovanile o i pochi servizi offerti ai neo-genitori. Inoltre si commette una generalizzazione)
- Domanda multipla (o complessa): quando nella domanda si dà per scontato qualcosa che non è stato ancora dimostrato. Di solito viene utilizzata come trappola verbale per ingannare l'interlocutore.

Esempio: Hai smesso di rapinare banche? In questo caso la domanda presuppone una risposta a una domanda logicamente antecedente.
Oppure: Mi spieghi come hai fatto a copiare il compito in classe?
- Non sequitur, o non causa pro causa (detta anche «falsa pista»): consiste nell'assumere illecitamente come causa qualcosa che non lo è (post hoc ergo propter hoc oppure cum hoc ergo propter hoc).

Esempio: Il Paese è sotto la minaccia del terrorismo. Urge acquistare nuovi armamenti sempre più potenti.
L'argomento è fallace poiché non necessariamente il terrorismo si combatte con l'acquisto di nuovi armamenti (possono essere efficaci anche quelli già in dotazione).
- «Argomento fantoccio»: in una discussione una persona sostituisce all'argomento A un nuovo argomento B, in apparenza simile. In questo modo la discussione si sposta sull'argomento B. L'argomento B è generalmente un argomento più debole di A e per questa ragione più facile da contestare. Così l'argomento A, più difficile, non viene affrontato. Ma l'argomento B è fittizio: è stato costruito espressamente per mettere in difficoltà l'interlocutore (ecco perché "fantoccio"). Se l'operazione retorica riesce sembrerà che l'avversario sia riuscito a smontare l'argomento A. Tutto sta nel far sembrare che A e B coincidano.

Esempio:
A: Il proibizionismo non è lo strumento migliore per evitare il diffondersi dell'alcolismo.
B: Soltanto persone senza un'etica potrebbero proporre di consentire a tutti, compresi i minori, un accesso indiscriminato all'alcool.
La persona A non aveva proposto di offrire un accesso indiscriminato all'alcol, bensì di tentare un approccio diverso da quello basato solo sulla proibizione. La persona B sta estremizzando la posizione adottata da A, fino a trasformarla in qualcosa di diverso da ciò che A intendeva dire e di molto più attaccabile nella discussione.

## Fallacie della logica formale odierna

### Fallacie formali
Ci troviamo in presenza di fallacie formali ogni qualvolta non viene applicata una regola di inferenza invalida, o quando viene applicata una regola di inferenza valida in maniera non corretta.
1) Negazione dell'antecedente (o falso antecedente), in cui dalla negazione di una premessa si giunge a negare la conclusione.
Esempio: Se Jacques è francese, è europeo. Jacques non è francese, dunque non è europeo.
Ma Jacques potrebbe non essere francese e tuttavia essere europeo.
In questo caso ci troviamo di fronte a una negazione dell'antecedente. Questa fallacia si verifica quando viene applicata in maniera non corretta la regola del condizionale chiamata Modus ponens. Alcune volte questo errore nasce dal fatto che si scambia il condizionale col doppio condizionale.
2) Affermazione del conseguente (o vero conseguente), in cui si assume come vero il conseguente e si fa derivare da esso l'antecedente. Un caso è quello dell'errore genetico.
Esempio: (A) Se il ladro è entrato dalla finestra, allora ci devono essere delle orme sul prato. (B) Ci sono delle orme sul prato, quindi il ladro è entrato dalla finestra.
La conclusione non è valida, perché le orme potrebbe averle lasciate il giardiniere.
Questa fallacia si verifica quando viene applicata in maniera non corretta la regola del condizionale chiamata Modus tollens, anche in questo caso - come nella negazione dell'antecedente - questo errore può sorgere quando viene scambiato il condizionale col doppio condizionale (regola del condizionale: abbiamo mondi possibili se e solo se non si verifica il caso in cui l'antecedente è vero e il conseguente risulta falso).
Per individuare le fallacie appena descritte basterebbe trovare un controesempio. Consideriamo la seguente proposizione:
Esempio: Se piove, allora le scuole resteranno chiuse.
Supponiamo che le premesse siano vere. Nel primo caso (negazione dell'antecedente), anche se non piovesse le scuole potrebbero non essere chiuse, ma potrebbero anche essere chiuse nel caso in cui nevicasse o ci fosse un terremoto, ecc.; nel secondo caso (affermazione del conseguente), le scuole resterebbero chiuse sia che piovesse, ma anche se succedesse qualcos'altro che non permettesse la loro apertura.
In alcuni casi abbastanza rari non è possibile considerare questi argomenti fallaci.
Esempio: Se qualcuno sa cosa è accaduto, allora lo sa anche Ubaldo. Nessuno sa cosa è accaduto, allora non lo sa neanche Ubaldo.
(Si noti tuttavia che questa è una doppia implicazione, poiché se Ubaldo sa cosa è accaduto, allora non è vero che nessuno lo sa.)
3) Falsa dicotomia: si incappa in questa fallacia quando erroneamente si suppone che fra diverse alternative ve ne sia una vera. In questo caso la dicotomia viene considerata una verità logica quando invece non lo è.
Esempio: Chi non è con noi è contro di noi; non sei con noi, quindi sei contro di noi.

Oppure: Chi non è contro di noi è con noi. In questi casi vengono escluse tutte le altre possibilità, ad esempio essere neutrali.
4) Argomentazione a catena: quando una conclusione di un'argomentazione poggia su una supposta reazione a catena: se permettessimo all'evento A di accadere, eventualmente accadrebbero B, C, D... Z, quindi non possiamo lasciare che accada A.
Esempi:
1. Una volta legalizzato l'aborto, si finirà inevitabilmente con l'avere pornografia infantile, violenza e sfruttamento dei minori. La mancanza totale di rispetto per la vita sfocia in mancanza di rispetto per gli esseri viventi. Ecco perché l'aborto deve rimanere illegale.
2. Se non andiamo in Vietnam, il Paese verrà preso dai comunisti, dopo di che tutto il continente asiatico sarà assoggettato all'URSS; dopo l'Asia sarà il turno dell'Africa, ecc.

5) Pendio scivoloso: si commette questo errore quando si prevede il verificarsi di un evento, supponendo che quest'ultimo debba per forza seguire a un altro evento: ciò, senza delle motivazioni logiche e comprovate che ne dimostrano l'inevitabilità.
È accaduto A, allora per forza accadrà B: è molto simile alla "fallacia dell'argomentazione a catena", ma basta anche solo un evento B che segua erroneamente A.
Esempi:
1. Il prezzo del pane è aumentato di 20 centesimi. Di questo passo tra 1 anno moriremo tutti di fame.
2. Ho preso un'insufficienza di matematica a ottobre. Non studio più, tanto ormai sono rimandato.

### Fallacie informali

#### Fallacie di pertinenza[7]
Siamo in presenza di fallacie di pertinenza (o di rilevanza) ogni volta che le premesse di un'argomentazione non hanno un nesso logico con la conclusione che intendono sostenere. Sono appunto "irrilevanti".
Questi tipi di fallacie vengono anche dette non sequitur ("senza seguito" in latino). Altro difetto che queste fallacie presentano è quello di mostrare una bassa probabilità sul piano induttivo; quindi risultano invalide dal punto di vista deduttivo.
Argumentum ad hominem
Si ha quando si fa riferimento non alle tesi e ai loro contenuti, ma alle caratteristiche di chi le sostiene. Ne esistono di vari tipi:
- Abuso: si ha in quei casi in cui le premesse dell'argomentazione attaccano l'età, il carattere, la famiglia, il genere, l'etnia, lo status sociale ed economico, l'aspetto, il vestiario, il comportamento, la professione, o il credo politico o religioso di una persona, suggerendo in tal modo che non vi siano ragioni per prendere seriamente in considerazione il suo punto di vista.
Esempio: Quello che XY dice per la difesa dei ceti meno abbienti non può essere preso sul serio poiché non ha mai lavorato e indossa sempre vestiti di cachemire.
Un caso particolare è l'avvelenamento del pozzo.
- Tu quoque (anche tu [lo fai/lo sei]): consiste nel confutare una tesi attaccando il proponente per il fatto che anche lui è nell'errore, che ha una condotta ambigua, o per il fatto di essere selettivo e quindi incoerente nell'affermare un certo principio.

Esempio: Il medico mi ha detto che dovrei smettere di fumare se voglio stare meglio, il medico fuma molto, quello che dice il medico non deve essere preso in considerazione.
Oppure: Verdi sostiene che si dovrebbero pagare le tasse, Verdi è un noto evasore fiscale, le tasse non devono essere pagate.
- Accusa d'interesse: un'argomentazione fallace che mira a respingere una certa tesi sostenendo che il proponente è motivato dal desiderio di ottenere o di evitare di ottenere qualcosa.

Esempio: Il signor x sostiene che la legge sulla produzione di y deve essere approvata, il signor x è proprietario di azioni dell'azienda che produce y, la legge non va approvata.
L'argomento è fallace poiché il fatto che il signor x abbia delle azioni di y non rende per principio falso ciò che dice su questa materia.
- Colpa per associazione (ad hominem indiretto): consiste nel rifiutare una tesi attaccando non il proponente, bensì le compagnie che questo frequenta, o mettendo in discussione la reputazione di coloro con cui il proponente si trova d'accordo.

Esempio: Bianchi è contro la liberalizzazione delle droghe, ma Bianchi è anche amico di spacciatori.
L'argomento vorrebbe dimostrare che lo spaccio di droga va liberalizzato poiché chi lo contrasta non è persona rispettabile. Ma l'argomento è irrilevante: Bianchi potrebbe avere amicizie discutibili, e tuttavia sostenere tesi valide.
- Ad hominem circostanziale: consiste nel tentativo di confutare una tesi portando un attacco alle circostanze di una persona (la religione in cui crede, l'affiliazione politica, i suoi valori etici, ecc.).

Esempio: Bianchi sostiene di detestare qualunque forma di superstizione, Bianchi crede che rompere uno specchio porti sfortuna, non si può fare a meno di credere in qualche superstizione.
L'argomento è fallace poiché le preferenze di una persona non hanno un nesso logico con la verità di un'affermazione.

#### Altre fallacie di pertinenza
- Argumentum ab auctoritate (appello all'autorità). Questa fallacia ha luogo ogni qual volta noi rifiutiamo una tesi o l'accettiamo solo per il prestigio o il rispetto che attribuiamo a chi la propone. Questo tipo di fallacie è presente soprattutto nei testimonial che appaiono nelle diverse forme di pubblicità di prodotti o servizi commerciali. Tuttavia l'appello all'autorità risulta più pertinente (quindi ragionevole) quanto più l'autorità risulta attendibile rispetto ai contenuti della conclusione.

Esempio: X dice p, quindi p deve essere vero.
Oppure: L'onorevole XY (nome di un medico) ha detto che la legge sullo sciopero non deve essere sostenuta. In questo caso cadremmo in errore se affermassimo che la legge sullo sciopero debba essere bocciata. XY è autorevole quando si tratta di medicina, non lo è nel caso appena discusso.
- Argumentum ad verecundiam ("appello alla modestia"). Al contrario dell'appello all'autorità, consiste nel fondare le proprie argomentazioni su fonti note e rispettate, ma che non godono di autorevolezza riconosciuta nello specifico campo o sulla specifica questione per cui queste fonti vengono invocate. Per esempio, sostenere che la propria teoria economica è confermata da una canzone scritta da un famoso cantante pop. L'espressione è stata coniata da John Locke[8].
- Ad judicium, caso particolare di argomento ad auctoritatem, in cui è il gran numero di persone che sostiene la tesi a costituire l'autorità;
- Argumentum ad ignorantiam, in cui si giustifica la propria tesi con la mancanza di prove del suo contrario.

Esempio: Tutte le proposizioni delle scienze occulte sono vere perché non le si è ancora dimostrate come scientificamente false.
- Plurium interrogationum, che consiste nel porre una domanda complessa che presuppone più cose di quelle di cui chiede, apparentemente, una risposta semplice;
- Fallacia della brutta china, che fa appello alle conseguenze negative della tesi da rigettare.

Fallacie che fanno appello alle emozioni o ai sentimenti
- Ad baculum ("al bastone"): imporre una tesi minacciando di ricorrere alla forza o esercitando una qualche forma di pressione sull'interlocutore. In alcuni casi l'appello non mira a suscitare emozioni, ma si serve dell'emozione suscitata per fondare una determinata conclusione.

Esempio: (parla uno sgherro) Se non paghi, non ti assicuro nulla. Potresti trovare il tuo negozio dato alle fiamme da qualche sbandato.
- Ad misericordiam: quando facciamo appello alla pietà o alla compassione.

Esempio: Agente, non mi faccia la multa perché ho superato il limite di velocità, mio padre mi caccerebbe di casa e la mia ragazza mi lascerebbe.
- Ad populum. Si verifica quando si argomenta a favore o contro una tesi facendo appello a sentimenti popolari o a opinioni condivise piuttosto che alla ragione.

Esempio: La gente ha paura! Si sente dire da tante parti che c'è un pericolo sicurezza nel nostro Paese, quindi ci sono buone ragioni per credere che in [Paese XYZ] esista un problema sicurezza.

### Fallacie causali
- La fallacia del cecchino texano è una fallacia che viene commessa quando le differenze nei dati vengono ignorate e al contempo vengono accentuate le similitudini, arrivando così a una conclusione errata.